# Jackson Yueill
Jackson Yueill (Saint Paul, 1997. március 19. –) amerikai válogatott labdarúgó, a New England Revolution középpályása.

## Pályafutása

### Klubcsapatokban
Yueill a Minnesota állambeli Saint Paul városában született.
2017-ben mutatkozott be a San Jose Earthquakes észak-amerikai első osztályban szereplő felnőtt keretében. Először a 2017. június 18-ai, Sporting Kansas City ellen 0–0-ás döntetlennel zárult mérkőzésen lépett pályára. A 2017-es szezon második felében a Reno 1868 csapatát erősítette kölcsönben. Első gólját 2019. április 13-án, a Houston Dynamo ellen idegenben 2–1-re elvesztett találkozón szerezte meg. 2024 decemberében a New England Revolution szerződtette.

### A válogatottban
Yueill az U18-as, az U20-as és az U23-as korosztályú válogatottakban is képviselte Amerikát.
2019-ben debütált a felnőtt válogatottban. Először a 2019. június 6-ai, Jamaica ellen 1–0-ra elvesztett mérkőzésen lépett pályára.

## Statisztikák
2023. június 25. szerint
| Klub                 | Szezon   | Osztály  | Bajnokság | Bajnokság | Kupa  | Kupa | Nemzetközi | Nemzetközi | Összesen | Összesen |
| Klub                 | Szezon   | Osztály  | Meccs     | Gól       | Meccs | Gól  | Meccs      | Gól        | Meccs    | Gól      |
| -------------------- | -------- | -------- | --------- | --------- | ----- | ---- | ---------- | ---------- | -------- | -------- |
| San Jose Earthquakes | 2017     | MLS      | 14        | 0         | 4     | 1    | —          | —          | 18       | 1        |
| San Jose Earthquakes | 2018     | MLS      | 21        | 0         | 1     | 0    | —          | —          | 22       | 0        |
| San Jose Earthquakes | 2019     | MLS      | 32        | 3         | 1     | 0    | —          | —          | 33       | 3        |
| San Jose Earthquakes | 2020     | MLS      | 24        | 1         | 0     | 0    | —          | —          | 24       | 1        |
| San Jose Earthquakes | 2021     | MLS      | 29        | 3         | 0     | 0    | —          | —          | 29       | 3        |
| San Jose Earthquakes | 2022     | MLS      | 31        | 4         | 2     | 0    | —          | —          | 33       | 4        |
| San Jose Earthquakes | 2023     | MLS      | 20        | 1         | 1     | 0    | —          | —          | 21       | 1        |
| Összesen             | Összesen | Összesen | 171       | 12        | 9     | 1    | 0          | 0          | 180      | 13       |

### A válogatottban
| Válogatott       | Év       | Pályára lépés | Gól |
| ---------------- | -------- | ------------- | --- |
| Egyesült Államok | 2019     | 6             | 0   |
| Egyesült Államok | 2020     | 2             | 0   |
| Egyesült Államok | 2021     | 8             | 0   |
| Összesen         | Összesen | 16            | 0   |

## Sikerei, díjai
Amerikai válogatott
- CONCACAF-aranykupa
  - Győztes (1): 2021

- CONCACAF Nemzetek ligája
  - Győztes (1): 2019–20